# King Priam
King Priam (Kung Priamos) är en opera i tre akter med musik av Michael Tippett. Librettot skrevs av tonsättaren och bygger på delar av Homeros epos Iliaden.

## Historia
Enligt Tippett är King Priam en opera om människans valsituationer. Den står i skarp kontrast till Tippetts föregående opera The Midsummer Marriage både musikaliskt och innehållsmässigt, men liksom den är den koncentrerad kring en filosofisk grundidé. Operan framfördes första gången den 29 maj 1962 vid återinvigningen av den uppbyggda katedralen i Coventry. Dagen efter (30 maj) uruppfördes Benjamin Brittens War Requiem på samma plats.

## Personer
- Priamos, kung av Troja (basbaryton)
- Hecuba, hans hustru (dramatisk sopran)
- Hektor, deras äldste son (baryton)
- Andromake, Hektors hustru (lyrisk dramatisk mezzosopran)
- Paris, Priamos andre son (tenor)
- Paris som liten pojke (gossopran)
- Helena, Paris älskade (lyrisk mezzosopran)
- Akilles, grekisk hjälte (hjältetenor)
- Patroklos, hans vän (baryton)
- Amman (mezzosopran)
- En gammal man (bas)
- En ung soldat (lyrisk tenor)
- Hermes, gudarnas budbärare (tenor)
- Jägare, bröllopsgäster, tjänarinnor (kör)

## Handling

### Akt I
Hekuba drömmer om att hennes nyfödde son Paris skall bli orsak till sin fars död. Priamos ger en ung soldat order att döda barnet, men denne vet att det strider mot kungens innersta önskan och verkställer inte befallningen. Några år går och Priamos son Hektor vill stoltsera med sina krafter genom att fånga en tjur med blotta händerna. Det lyckas, men Hektor blir irriterad då en pojke hoppar upp på tjurens rygg och rider bort. Pojken visar sig vara Paris, och Priamos är glad åt att hans order aldrig verkställdes och tar hem sonen. Hektor tar Andromake till hustru och samtidigt beger sig Paris till kung Menelaos i Sparta. Där förälskar han sig i Helena som lovar att rymma med honom. Hermes uppmanar honom att välja mellan de tre gracerna, Pallas Athena, Hera och Afrodite. Han väljer Afrodite (Helena) och störtar Grekland i det tio år långa kriget mot Troja.

### Akt II
Under Trojas belägring beskyller Hektor Paris för att vara feg och provocerar honom därmed att dra ut på slagfältet. Patroklos beklagar att hans vän Akilles inte deltar i kriget eftersom man har tagit hans kvinna ifrån honom, och de gör upp att Patroklos skall iföra sig Akilles rustning och kämpa på grekernas sida. Hektor dödar Patroklos, men det skrik Akilles utstöter då han får nyheten om vännens död naglar fast Hektor vid marken och han dör.

### Akt III
Andromake väntar hem Hektor från slaget. Hon vill att Priamos skall göra slut på kriget genom att skicka tillbaka Helena till Sparta, men Hekuba tror inte att kriget gäller Helena utan erövringen av Troja. Ryktet om Hektors död sprids i hans hus men endast Paris har mod att berätta för Priamos att hans son är död. Priamos sörjer. Om han hade blivit spådd att Paris skulle bli skyldig till Hektors död skulle han ha dödat Paris då han var nyfödd, men han måste böja sig för livets lagar. Priamos uppsöker Akilles för att få Hektors kropp utlämnad. Det vet att det blir deras öde att dräpas av varandras söner. Priamos sänder ut Paris till hans hjältedöd och tröstar Helena med att ingen av dem någonsin har betraktat henne som skuld till de tragiska händelserna. Till slut sjunker han ned framför ett altare där Akilles son Neoptolemus genomborrar honom med ett svärd.